# Euphonia rufiventris
L'eufonia rufiventre od organista rufiventre (Euphonia rufiventris (Vieillot, 1819)) è un uccello passeriforme della famiglia dei Fringillidi.

## Etimologia
Il nome scientifico della specie, rufiventris, deriva dal latino e significa "dal ventre rossiccio", in riferimento alla livrea dei maschi: il suo nome comune altro non è che la traduzione di quello scientifico.

## Descrizione

### Dimensioni
Misura 10 cm di lunghezza, per 13-18 g di peso.

### Aspetto
Si tratta di un uccelletto dall'aspetto robusto, munito di testa arrotondata, becco conico forte e dalle punte lievemente incurvate, ali appuntite e coda squadrata.
Il piumaggio presenta dimorfismo sessuale ben evidente. Nei maschi, infatti, testa, parte centrale del petto, dorso, ali e codione sono di colore nero-bluastro, più scuro sulla faccia e con riflessi anch'essi di colore bluastro su nuca e area dorsale, mentre petto, ventre e fianchi sono di colore giallo oro, con tendenza a sfumare nel bruno-arancio sul basso ventre, da cui il nome comune e quello scientifico.

Le femmine mancano quasi del tutto del pigmento nero cefalico e dorsale (presente solo su coda e remiganti, munite inoltre di orli esterni giallini) e del lipocromo giallo: la loro livrea è dominata dorsalmente dal verde-oliva, con fianchi e lati del petto giallastri, faccia dalle sfumature brune e area ventrale grigiastra. In ambedue i sessi gli occhi sono di colore bruno scuro, mentre zampe e becco sono di colore nerastro.

## Biologia
Si tratta di uccelli dalle abitudini di vita essenzialmente diurne, che vivono perlopiù da soli o in coppie e che passano la maggior parte della giornata fra la vegetazione alla ricerca di cibo, tenendosi in contatto fra loro mediante richiami aspri.

### Alimentazione
La dieta di questi uccelli è in massima parte frugivora, componendosi in massima parte di bacche e frutti, oltre che di altro materiale di origine vegetale (germogli, foglioline) e verosimilmente anche (sebbene raramente) di insetti ed altri piccoli invertebrati.

### Riproduzione
Mancano informazioni sulla riproduzione di questi uccelli: si ha motivo tuttavia di ritenere che essa non differisca in maniera significativa, per modalità e tempistica, da quanto osservabile fra le specie affini.

## Distribuzione e habitat

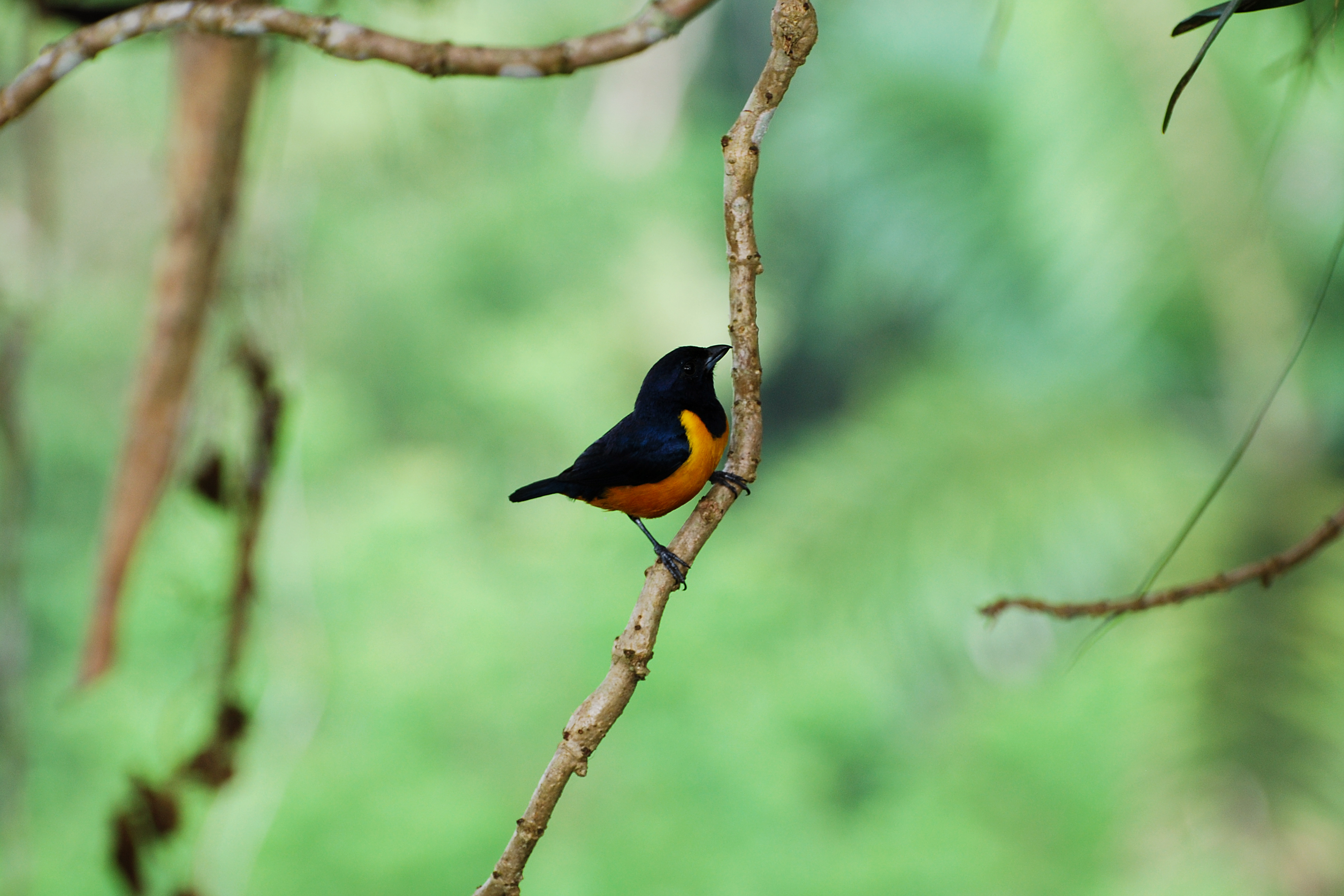
Maschio nel Napo.

L'areale di distribuzione della specie abbraccia gran parte dell'America meridionale centro-settentrionale, comprendendo buona parte del bacino del Rio delle Amazzoni centrale e occidentale e compreso fra le pendici orientali delle Ande colombiane, ecuadoregne e peruviane ad ovest, le pendici settentrionali delle Ande boliviane a sud, la sponda meridionale dell'Orinoco a nord e lo Xingu ad est.
L'habitat d'elezione di questi uccelli è rappresentato dalla foresta di várzea, tuttavia è possibile osservarli un po' in tutte le aree di foresta pluviale, con predilezione per le aree di foresta secondaria e le zone dove la foresta più densa s'interrompe per lasciare spazio a zone più aperte.

## Tassonomia
Se ne riconoscono due sottospecie:
- Euphonia rufiventris rufiventris (Vieillot, 1819) - la sottospecie nominale, diffusa nella maggior parte dell'areale occupato dalla specie;
- Euphonia rufiventris carnegiei Dickermann, 1988 - endemica del sud del Venezuela.